# Liste des titres musicaux numéro un en Autriche en 1969
Cette page liste les titres numéro un dans les meilleures ventes de disques en Autriche pour l'année 1969

## Classement des singles
| №  | Date         | Artiste                        | Titre                       |
| -- | ------------ | ------------------------------ | --------------------------- |
| 1  | 15 janvier   | Leapy Lee                      | Little Arrows               |
| 2  | 15 février   | Marmalade                      | Ob-La-Di, Ob-La-Da          |
| 3  | 15 mars      | The Beatles                    | Ob-La-Di, Ob-La-Da          |
| 4  | 15 avril     | The Beatles                    | Ob-La-Di, Ob-La-Da          |
| 5  | 15 mai       | Creedence Clearwater Revival   | Proud Mary                  |
| 6  | 15 juin      | The Beatles                    | Get Back                    |
| 7  | 15 juillet   | The Beatles                    | The Ballad of John and Yoko |
| 8  | 15 août      | The Beatles                    | The Ballad of John and Yoko |
| 9  | 15 septembre | Chris Andrews                  | Pretty Belinda              |
| 10 | 15 octobre   | Jane Birkin & Serge Gainsbourg | Je t'aime… moi non plus     |
| 11 | 15 novembre  | Jane Birkin & Serge Gainsbourg | Je t'aime… moi non plus     |
| 12 | 15 décembre  | The Archies (en)               | Sugar, Sugar                |